# Agrostis byzantina
Agrostis byzantina é uma espécie de gramínea do gênero Agrostis, pertencente à família Poaceae.